# М7 Priest
М7 «Пріст» (англ. М7 Priest або англ. 105mm Howitzer Motor Carriage M7) — американська серійна самохідна артилерійська установка (САУ) періоду Другої світової війни. Була сконструйована на основі танка М3. Було випущено 4316 одиниць цієї САУ, деякі з них використовуються ще й досі.

## Історія створення
Експерименти з самохідними гаубицями велися в США ще за часів Першої світової війни, але жоден з розроблених у міжвоєнний період проектів САУ не пройшли дальше, ніж до створення прототипу. Причин такого розвитку подій було багато. Найважливішими з них були низький пріоритет розробок у цій галузі, з причини різних думок серед командування артилерії щодо САУ, брак фінансування та відсутність відповідної серійної танкової бази для броньованих установок на гусеничному шасі. Проте увага, що приділяється самохідної артилерії армією США, зросла з створенням бронетанкових військ США (10 липня 1940) і з вивченням досвіду битв початкового періоду Другої світової війни, і перш за все успіхів німецьких САУ у польській та французькій кампаніях. На основі цього було висунуто вимогу щодо створення швидкохідної САУ на гусеничному шасі, здатної супроводжувати танкові колони на марші. Як тимчасове рішення на озброєння були прийняті САУ M3 і T19 на напівгусеничному шасі, але вони були занадто малі для розміщення необхідного озброєння і не відповідали вимогам до рухливості.

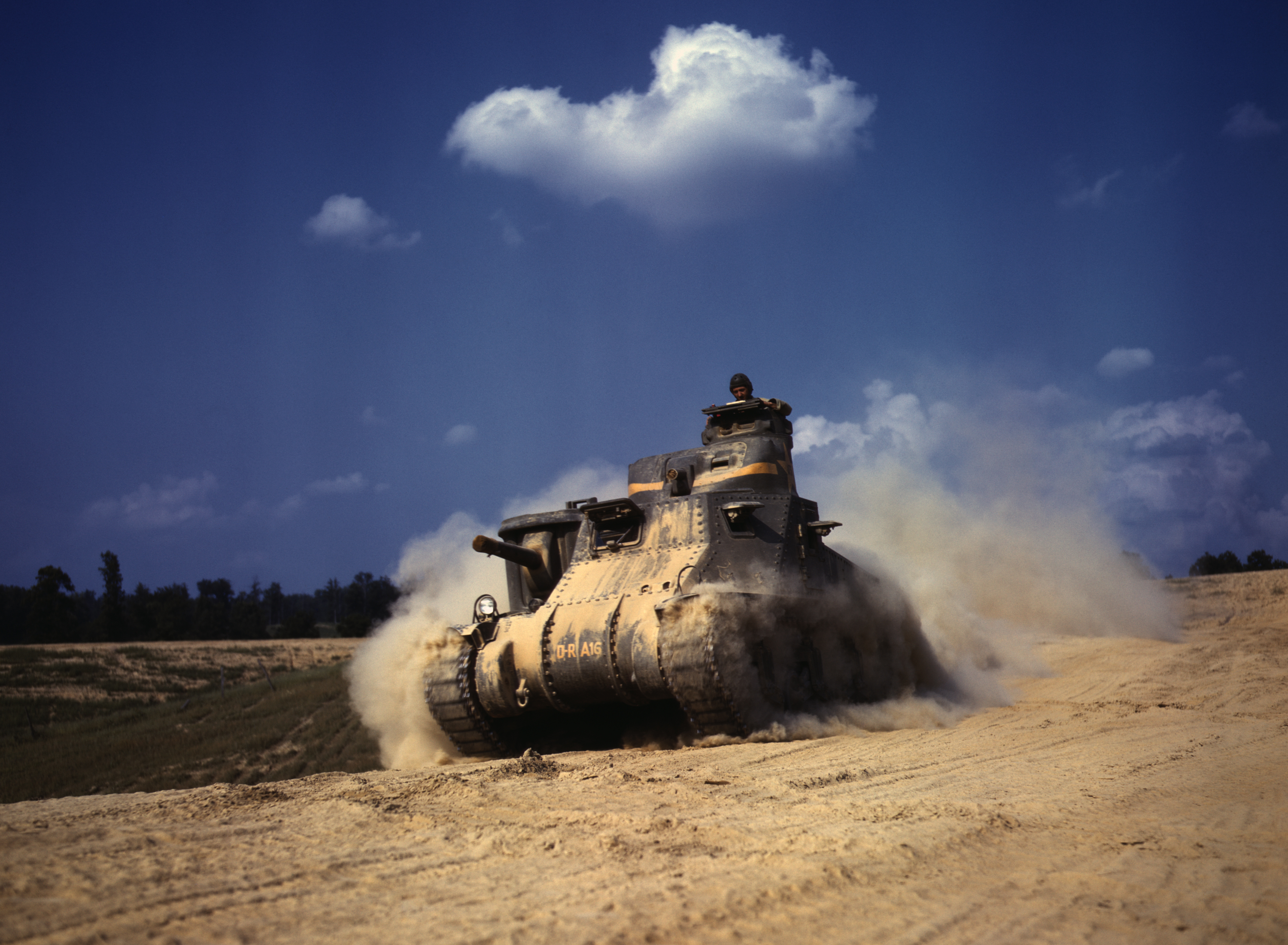
Середній танк M3 Lee

Історія M7 почалася в жовтні 1941 року, коли глава бронетанкових військ, генерал-майор Дж. Деверс рекомендував розробку 105-мм самохідної гаубиці на шасі нового середнього танка M3, виробництво якого почалося трьома місяцями раніше, і будівництво двох її прототипів. За цим завданням прототипи, що отримали позначення 105mm Howitzer Motor Carriage T32, були виготовлені фірмою Baldwin Locomotive Works і передані на Абердинський полігон для випробувань. Перший прототип після попередніх випробувань був 5 лютого 1942 переведений у Форт-Нокс, де випробування продовжилися ще протягом трьох днів. За результатами випробувань Бронетанковим комітетом армії США (англ. Armored Force Board) було винесено висновок про те, що після деякого доопрацювання T32 буде відповідати потребам армії.
Перший прототип T32 на випробуваннях у Форт-Нокс згідно з рекомендаціями Бронетанкового комітету, товщина броні рубки була зменшена з 19 до 13 мм. Крім того, гаубиця була зрушена вправо, щоб забезпечити сектор горизонтального наведення в 45°, дозволяємо гарматної установкою. Для зниження висоти САУ Бронетанковий комітет дозволив знизити максимальний кут піднесення до 35° в порівнянні з 65 °, зазначеними в первісному завданні. Ще однією вимогою було оснащення T32 12,7-мм зенітної кулеметної установкою. Опрацьовувалися варіанти з розміщенням складаний вертлюжної установки на даху моторного відділення, або турельної установки — в одному з кутів рубки. У результаті був обраний другий варіант, що зажадало внесення змін в конфігурацію лобовій частині рубки, що забезпечили також більший її внутрішній обсяг. Висота бортів і корми рубки була зменшена на 280 мм, а лобової частини — збільшена на 76 мм. За рахунок зміни боеукладок вдалося збільшити возить боєкомплект з 44 до 57 пострілів.
Всі ці зміни з лютого 1942 року були внесені на Абердинському полігоні в другий прототип T32, який потім був відправлений на завод American Locomotive Company для використання як зразка при серійному виробництві. У квітні 1942 року T32 був прийнятий на озброєння як стандартний, отримавши позначення 105mm Howitzer Motor Carriage M7.

## Броня, та озброєння

### Броня
M7 мала слабко диференційований бронезахист з відкритим зверху бойовим відділенням, розраховану на захист від осколків і вогню стрілецької зброї. Нижня частина корпусу(нижче рівня надгусеничних полиць) на машинах ранніх випусків складалася з литої трисекційої лобовій деталі циліндричної форми, товщиною від 51 до 108 мм з кутом нахилу від 0° до 56, вальцований вертикальних бортових листів товщиною 38 мм, кормового листа завтовшки 13 мм з кутом нахилу від 0° до 10° і листів днища, товщиною 13 мм в районі моторно-трансмісійного відділення і 25 мм в лобовій частині танка. На машинах ранніх випусків нижня частина корпусу збиралася за допомогою заклепок, але надалі перейшли на зварне з'єднання. Крім того, машини пізніх випусків відрізнялися цільною лобовою деталлю, замість трисекційної. На «поліпшених» M7, що випускалися з 1944 року, нижня частина корпусу виготовлялася з деталей неброньової сталі товщиною 13 і 25 мм, а також відрізнялася лобовій деталлю клиноподібної форми замість циліндричної.
Верхня частина корпусу, в тому числі над моторним відділенням, на всіх M7 збиралася з вальцований листів гомогенної броньованої сталі товщиною 13 мм і мала нахил у 30 ° в лобовій частині, при вертикальних бортах і кормі. Дах моторного відділення збиралася з 13 мм, розташованих під нахилом в 83 °. Борти і корми рубки мали меншу висоту, ніж її лобова частина, але на САУ пізніх випусків висота бортів і корми була збільшена за допомогою відкидних панелей. У правому борту рубки був обладнаний циліндричний спонсон для кільцевої кулеметної турелі, а в лобовій частині — амбразура для гармати, закрита зсередини рухомим щитом. Для захисту від негоди бойове відділення могло закриватися брезентовим тентом. Посадка і висадка екіпажу здійснювалися через верх рубки, а для доступу до агрегатів двигуна і трансмісії служили люки в даху і кормі моторного відділення і знімна лобова деталь корпусу.
Для гасіння пожеж в моторному відділенні M7 обладнали стаціонарною ручною вуглекислотною протипожежною системою одноразової дії, що складалася з двох балонів місткістю в 5,9 літра, встановлених під підлогою бойового відділення і з'єднаних трубами з розташованими в моторному відділенні соплами. Крім цього, танк комплектувався двома переносними вогнегасниками, що містять по 1,8 кг вуглекислоти і розміщеними в спонсонах корпусу. Також САУ комплектувалася трьома 1,42-кг дегазаційними приладами M2.

### Озброєння
Основне озброєння M7 становила модифікована 105-мм гаубиця M2A1. M2A1 мала ствол, довжиною 22,5 калібру, ручний горизонтальний клиновий затвор і гідропневматичні противідкатні пристрої; довжина відкоту становила 1066 мм. Гармата розміщувалася в установці M4 на стандартному лафеті польової гармати в лобовій частині корпусу, зі зміщенням до правого борту. Установка гармати в САУ обмежувала його допустимі кути наведення до −5…+35 ° у вертикальній і 15° по лівому і 30° по правому борту в горизонтальній площині, наведення здійснювалося за допомогою ручних гвинтових механізмів. Наведення гармати при стрільбі прямою наводкою здійснювалася за допомогою перископічного оптичного прицілу M16, а при стрільбі з закритих позицій — за допомогою артилерійської панорами M12A2 і квадранта M4.
Функції екіпажу при веденні вогню розподілялися наступним чином: командир здійснював загальне керівництво розрахунком, механік-водій утримував гальма САУ при творі пострілу, навідник здійснював наведення по горизонталі та внесення бічних виправлень, № 1 розрахунку оперував затвором і вертикальним наведенням гаубиці, № 2 здійснював безпосередньо заряджання гаубиці, № 3, спільно з № 4, встановлював підривник і змінював заряд, а також робив стрільбу за допомогою перископічного прицілу у разі стрільби прямим наведенням.
Скорострільність гармати при безперервній стрільбі становила 8 пострілів на хвилину в перші півтори хвилини ведення вогню, 4 постріли на хвилину в перші чотири хвилини і 3 постріли на хвилину в перші 10 хвилин, а за годину гармата могла здійснити 100 пострілів. Максимальна дальність стрільби M7 осколково-фугасними і димовими снарядами, обумовлена обмеженим кутом піднесення, становила 10 424 м, але для досягнення максимального кута підвищення гаубиці САУ могла ставитися на зворотному схилі висот.
Боєкомплект M7 складався з 57 пострілів на машинах ранніх випусків і 69 на наступних. У боєкомплект входили осколково-фугасні та димові снаряди, а також кумулятивні снаряди, які пробили 102 мм гомогенної сталевої броні на всіх дистанціях. Гаубиця M2A1 використовувала напівунітарні постріли для всіх типів боєприпасів, крім кумулятивного, який використав унітарні постріли з фіксованим зарядом. З 69 пострілів боєкомплекту 17 і 19 розміщувалися в правому і лівому спонсонах корпусу, а решта 33 — у ящиках під підлогою бойового відділення.
Також САУ могла буксирувати стандартний причіп M10, в якому перевозилися додаткові 50 пострілів.
Допоміжне озброєння M7 складалося з 12,7-мм зенітного кулемета M2 HB, розміщеного в кільцевій турельній установці, що забезпечує круговий обстріл. Боєкомплект кулемету становив 300 патронів в 6 споряджених у магазин-коробки стрічках. Кулеметні стрічки спочатку споряджалися 90 % бронебійних і 10 % трасуючих куль, пізніше це співвідношення було змінено на 80/20%. Для самооборони екіпажу M7 комплектувався трьома 11,43-мм пістолетами-кулеметами M1928A1 або M3 і 1620 набоями до них в 54 коробчастих магазинах, а також ручними гранатами: двома осколковими Mk.II і шістьма димовими.

## Засоби спостереження та зв'язку
Механік-водій M7 на марші мав можливість спостереження за місцевістю через свій оглядовий люк, на який могла встановлюватися знімне вітрове скло, у той час як для огляду в бою йому служив призматичний оглядовий прилад в кришці люка. Всі інші члени екіпажу спеціальних засобів спостереження, крім прицільних пристроїв, не мали. Спеціальних засобів внутрішнього зв'язку M7 також не мала, а засоби зовнішнього зв'язку обмежувалися набором сигнальних прапорів Flag Set M238; також САУ комплектувалася набором сигнальних знаків Panel Set AP50A. На обладнаних вогневих позиціях зв'язок M7 з центром управління вогнем дивізіону зазвичай здійснювалася шляхом прокладки польових телефонів. У британських військах «Прист» ціною зменшення боєкомплекту на 24 пострілу часто оснащувалися для зовнішнього зв'язку радіостанцією.

## Двигун і трансмісія
На M7 базової модифікації встановлювався радіальний 9-циліндровий авіаційний чотиритактний карбюраторний двигун повітряного охолодження фірми «Континенталь», моделі R975 C1. При робочому обсязі 15 945 см³, R975 розвивав максимальну потужність в 400 к.с. і об'єктових в 350 к.с. при 2400 об/хв і максимальний і об'єктовий крутний момент у, відповідно, 123 і 111 кгс·м (1207 та 1085 Н·м) при 1800 об/хв. Чотири паливних баки загальним обсягом 662 літра розміщувалися в моторному відділенні: два 219-літрових — у спонсонах корпуси і два 112-літрових вертикальних — у перегородки між моторним і бойовим відділеннями; паливом для двигуна служив бензин з октановим числом не нижче 80.
На M7B1 встановлювався V-подібний 8-циліндровий авіаційний чотиритактний карбюраторний двигун рідинного охолодження фірми «Форд», моделі GAA. При робочому обсязі 18 026 см³, GAA розвивав максимальну потужність в 500 к.с. і об'єктових в 450 к.с. при 2600 об/хв і максимальний і об'єктовий крутний момент у, відповідно, 144 і 131 кгс·м (1410 і 1288 Н·м) при 2200 об/хв. Вимоги до палива для GAA були аналогічні R975, а обсяг паливних баків був зменшений до 636 літрів.
До складу трансмісії M7 всіх модифікацій входив:
- Дводисковий полуцентробежний головний фрикціон сухого тертя, типу D78123
- Карданний вал
- Механічна п'ятишвидкісна (5 +1) коробка передач з синхронізаторами на передачах з 2-го по 5-й і діапазоном від 7,56:1 до 0,73:1
- Механізм повороту за типом подвійного диференціала «Клетрак»
- Стрічкові бортові гальма

## Ходова частина
Ходова частина M7 з кожного борту складалася з шести односхилих прорезиненних опорних ковзанок діаметром 508 мм, трьох обрезиненних підтримуючих котків, лінивця і ведучого колеса зі знімними зубчастими вінцями. Підвіска опорних ковзанок — блокується попарно, типу VVSS (англ. Vertical Volute Spring Suspension). Два балансира з закріпленими на них опорними котками, з'єднані шарнірно з корпусом візку підвіски, через ковзні опори зв'язуються з коромислом, через буферний майданчик сполученим з пружним елементом у вигляді двох розташованих уздовж осі танка конічних ресор. На корпусі візку підвіски також кріпився і підтримуючий коток. При роботі підвіски, балансир через ковзний майданчик піднімає свій кінець коромисла, через буферну майданчик стискає ресори і рівномірно розподіляє навантаження на обидва ковзанки.
На M7 ранніх випусків встановлювалися візки підвіски типу D37893, але близько грудня 1942 САУ почали обладнуватись посиленими візками D47527, зовні відзначаються перш за все по розташуванню підтримує ковзанки над заднім опорним, а не над центром візки на ранній моделі.
Гусениці M7 — сталеві з гумометалевим шарніром, дрібноланкові, цівкового зачеплення, що складалися кожна з 79 траків шириною 421 мм і з кроком 152 мм. На M7 застосовувалися чотири моделі гусениць:
- T48 — з гумовими траками з шевроном,
- T49 — зі сталевими траками з ґрунтозацепами
- T51 — з плоскими прогумованими траками
- T54E1 — зі сталевими траками з шевроном